# Arrondissement de Haute-Havel
 (octobre 2024).
Si vous disposez d'ouvrages ou d'articles de référence ou si vous connaissez des sites web de qualité traitant du thème abordé ici, merci de compléter l'article en donnant les références utiles à sa vérifiabilité et en les liant à la section « Notes et références ».
L'arrondissement de Haute-Havel est un arrondissement  (Landkreis en allemand) du Brandebourg  (Allemagne).
Son chef-lieu est Oranienbourg.

## Villes, communes et communautés d'administration
Les villes, communes et communautés d'administration de l'arrondissement de Haute-Havel sont :
(nombre d'habitants en 2006)
| Villes 1. Fürstenberg/Havel (6 524) 2. Hennigsdorf (25 924) 3. Hohen Neuendorf (23 496) 4. Kremmen (7 292) 5. Liebenwalde (4 495) 6. Oranienbourg (41 491) 7. Velten (11 498) 8. Zehdenick (14 337) Communes 1. Birkenwerder (7 466) 2. Glienicke/Nordbahn (10 270) 3. Leegebruch (6 709) 4. Löwenberger Land (8 219) 5. Mühlenbecker Land (13 537) 6. Oberkrämer (10 780) | Communauté d'administration et communes correspondantes 1. Gransee und Gemeinden (9 877) 1. Gransee, ville et centre administratif (6 300) 2. Großwoltersdorf (934) 3. Schönermark (460) 4. Sonnenberg (906) 5. Stechlin (1 277) |